# Pan Editrice
Pan Editrice (acronimo di Periodici Aracne Nuova Editrice, denominazione societaria completa mai utilizzata come marchio o nelle pubblicazioni) è stata una casa editrice italiana fondata a Milano nella seconda metà degli anni Sessanta e attiva fino ai primissimi anni Ottanta. Fu presieduta per molti anni da Giuseppe Longo e il suo logo consisteva nel nome in caratteri corsivi di fantasia. L'intero catalogo di inediti risulta dismesso e non è mai stato stampato da terzi.

## Storia
La Pan - Periodici Aracne Nuova Editrice fu fondata nel 1965 in via Solferino 32 a Milano, prendendo le mosse da una casa editrice di periodici di settore e tipografia stamperia preesistente, fondata nell'agosto 1919 dai fratelli Roberto ed Attilio Tremelloni come S.A. Immobiliare Stradella e rinominata nel 1935 Società Anonima tipografia Aracne, con sede a Milano, e dedicata a riviste tecniche (quali "La maglieria”,“L’industria lombarda”, Annuario dell’industria italiana della maglieria, 1924; Primo calendario per l’industria tessile, 1926) a riviste di moda adulti e bambini dell'epoca, compresi modelli tagliati (la rivista semestrale Bambini, edita dal 1930 al 1943),  ed alla diffusione delle pubblicazioni del Bureau International du Travail (Lega delle Nazioni). Nel 1938 le due società allora esistenti (Casa editrice “Aracne” e Società anonima tipografica “Aracne”) furono fuse in un'unica realtà, denominata "Soc. An. Ed. Tip. Aracne."

### Prime pubblicazioni e riviste di settore
Inizialmente la PAN si limitò alla pubblicazione di documenti politici (fra i primi testi rinvenibili si riscontra - nel 1966 - la stampa dei "Discorsi parlamentari" di Tiziano Tessitori),  tecnici (è il caso del libro: Torviscosa: Saici Snia Viscosa del 1967 e di Mezzo secolo di Snia Viscosa, scritto dall'Ufficio Stampa dell'azienda ed edito nel 1970)  e saggi storici; il primo testo in tal senso - che inaugurò la collana "Documenti per la Storia" - altro non era che la riproduzione, nel 1968, della Lettere dall'Esilio di Filippo Turati curate da Bianca Pittoni. Parallelamente, la stampa di romanzistica e narrativa, mettendo sotto contratto alcuni nomi all'epoca relativamente noti. 
Nel 1969 venne pubblicato "Il diario di Salandra" una raccolta di Antonio Salandra preparata da diversi curatori.
Discreta è anche l'attività nella stampa di periodici di settore, area nella quale continuerà sostanzialmente il mercato già gestito da Aracne, in relazione alle riviste ancora esistenti. Nel 1968 subentra infatti alla Soc. ed. La Chimica di Milano nel pubblicare la rivista "La Chimica", curata dalla Associazione Nazionale Chimici dello Stato ed Enti Pubblici fin dal 1946 e, precedentemente, con altre denominazioni, dal 1925. Con il subentro di PAN, il giornale diviene "La Nuova Chimica" fino al 1974.
Nel luglio del 1970 la PAN diviene editore anche della rivista di settore Textilia, rivista storica dell'Associazione nazionale industriali tintori, stampatori e finitori, già curata da Giuseppe Butti ed edita e stampata (con diversi cambi di denominazione, fra i quali - dal 1952 al 1958 - quello in  "Rivista tessile Aracne : mensile tecnico economico delle industrie tessili") fin dagli anni 30 - con alcune interruzioni - dalla vecchia Aracne.

### Il Timone
Gli anni Settanta vedono - in parallelo alla pubblicazioni alcuni romanzi (è del 1972 "A un passo dal buio" di Mario Grasselli) -  l'inaugurazione di quello che sarà il filone caratterizzante ed allo stesso tempo il limite editoriale della PAN: la collana "il Timone", curata inizialmente da Giuseppe Longo (che scriverà anche per essa; si pensi al saggio "Arroganza del progresso Impotenza del potere", numero 16, 1972) e dedicata a temi di attualità, sviluppati ed illustrati in maniera divulgativa ed evoluti nel corso dell'esistenza della collana stessa. 
Si tratta di una collana di formato tascabile, operativa fino alla sospensione delle pubblicazioni, avvenuta nel 1982,  dopo 127 numeri. Vengono pubblicati testi sui paesi dell'Est, sulla burocrazia statale, sulla politica nazionale ed estera italiana, tentando altresì di abbracciare svariate tematiche sociali, sociologiche, politiche, economiche, finanziarie e culturali nazionali nonché comparate, quando fossero ritenute maggiormente interessanti. 
La primissima pubblicazione - "Queste Regioni" di Luigi Giovenco, esce nel 1971 con un prezzo di listino di 1200 lire,  ed è dedicata all'attuazione dell'ordinamento regionale.
Il secondo numero è dedicato allo studio dei mass media (Mass media strumenti del sistema, di Gherardo Casini, del 1971), tematica che verrà - al pari delle altre trattate - ripresa ed aggiornata con "Pubblicità lingua viva" di Mario Medici, ricerca del 1973 sull'evoluzione del linguaggio pubblicitario in Italia, dal 1875 alla contemporaneità) e "I managers della pubblica opinione" di Luigi M. Persdonè, del 1977. Si tratta, questa, di una politica peculiare alla PAN, che preferì sempre pubblicare nuovi testi sullo stesso argomento piuttosto che sfornare nuove edizioni di saggi già editi.
Poi, dalle prime analisi sulla politica delle grandi potenze (Luca Pietromarchi, Usa e Urss confronto di potenza, numeri 3 e 4 della collana), si tentò di spingersi verso la saggistica ritenuta di più ampio interesse (esempio fu  "VietNam" di Corrado Pizzinelli, dato alle stampe nel 1981) modificando infine, negli ultimi anni, anche la grafica della collana, con l'aggiunta di arti grafiche e foto, prima assenti.
Nel corso del decennio, fra i vari libri dati alle stampe sotto il marchio del timone, analisi sul teatro italiano ("Dove va il teatro italiano") di Gastone Ceron, e quello sulla politica dell'est Europa ("Dottrina Breznev" di Marino Ambri). L'industria e l'economia furono ugualmente al centro di saggi (fra i vari, il "Dinamismo della produttività" di Aldo Lusignoli). Ampio fu anche l'interesse sul giornalismo (si pensi a "L'occhio di carta" di Fausto Coen del 1975 oppure a "120 anni di giornali dei cattolici italiani" di Glauco Licata del 1981) ed ai problemi della scuola ("Scuola dissestata" di Luigi Volpicelli, con i numeri 24 e 25 riuniti in un unico volume e "L'Università degli assenti" e "La scuola fabbrica di disoccupazione" di Salvatore Valitutti). Le ideologie vennero parimenti prese di mira (in, ad esempio, "Le ideologie in Italia oggi" di Vincenzo Merolle, pubblicato nel 1972) come i temi finanziari ("Problemi monetari" di Bruno Fornari, del 1973). Nello stesso anno esce "L'uomo e le fibre" di Domenico Ruta.
Nonostante l'attenzione per i temi scottanti dell'l'epoca (è del 1974 la pubblicazione di "Matrimonio e divorzio" di Alfredo Oriani, prefato da Mario Missiroli) e l'interesse della critica per alcuni saggi (nel 1972 con il saggio "Burocrazia, mezze maniche e computer" di Enrico Zampetti e Gianemilio Ipsevich, prefato da Giulio Andreotti, la Pan si aggiudicò il "premio all'editore 1972" - la Pan rimase sempre un editore dalle tirature modeste, senza mai sfornare saggi di ampia diffusione o letteratura da alti numeri. Con un certo anticipo sui tempi, vennero pubblicati anche saggi di ecologia (quali il "Siamo troppi su questa terra inquinata" di Rinaldo de Benedetti, numero 11 della collana il Timone) o "Energia ecologia economia: E e e" di Epicarmo Corbino, del 1974.
Essenzialmente, al di là di alcune eccezioni (quali l'opera di Giuseppe Prezzolini, di cui è "Italia fragile", edito nel 1974 nella collana il Timone) il limite della strategia editoriale fu quello di affidare molti dei titoli in catalogo a esperti del settore, spesso provenienti dalle istituzioni, con la produzione di testi alla fine molto settoriali e spesso non comprensibili al pari di quelli pubblicati da altri editori, che riferivano oltretutto ad autori universalmente riconosciuti o noti. 
La stessa collana "Il Timone" tentò di adattarsi alle nuove tematiche del decennio, affrontando problemi quali quelli relativi alla diffusione della droga ("Processo alla droga" di Mario Porzio, del 1976), senza però riuscire mai ad incrementare le proprie vendite.
All'interno de "Il Timone" vengono - a volte - anche ripubblicate peraltro anche opere già rese al pubblico da altri editori. È il caso di "Le delusioni della libertà" di Paolo Vita-Finzi, pubblicato nel 1979 ma già precedentemente edito - nel 1961 - per i tipi della Vallecchi. Si tratta di un'altra delle peculiarità di questo editore

### Le altre collane
Parallelamente alla collana principale, l'editore cercò di sviluppare altri filoni con la creazione di diverse collane, spesso a breve vita. È il caso del citato  "Documenti per la storia" (per la quale fu pubblicato, ad esempio, "Modernismo a Milano" di Lorenzo Bedeschi, nona uscita - nel 1974 - della collana, che si sarebbe chiusa nel 1981, dopo 16 uscite, con "Ricordi d'Etiopia di un funzionario coloniale" di Pier Marcello Masotti con prefazione di Renzo De Felice.
Nel 1970 fu inaugurata un'ulteriore "collana storica", che pubblicò "Il fenomeno bisanzio" di Rosa Rosà concludendosi, nel 1980, con la "Storia dell'Africa bianca" di Giorgio Campiglio.
Altra collana fu quella de "L'indicatore", inaugurata nel 1973 con le "Lettere da Fiume alla fidanzata" di Giuseppe Maranini a cura di Elda Rossi, e che vide l'uscita di particolari opere quali -  nel 1979 - un'anomala raccolta di ricette denominata "L'antiartusi. 1000 ricette compendio della tipica cucina italiana" a cura di Luigi Volpicelli e Secondino Freda, vari volumi della "Storia tascabile della letteratura italiana" di Giuseppe Prezzolini e raccolte tascabili di poesie di Carlo Porta e sonetti di Giuseppe Gioachino Belli. La collana si chiuse nel 1980 con "ABC della democrazia" di Riccardo Rossi.
Per la poesia venne dedicata una collana, denominata "Poeti Pan" nel 1974. La prima opera fu "Poesie a un ragazzo" di Mario Stefani, concludendosi l'opera con "Non si può dire al sole" di Delfina Pettinati, nel 1978, dopo sole 8 uscite.
Anche la narrativa ebbe una collana a sé, denominata "Narrativa" ed edita dal 1972 (con l'uscita di "Tre donne" di Mauro Bellingera) al 1977 con "Sapore di Vita" di Achille Severini.
Fu tentata la produzione anche di una collana - denominata "Biblioteca di vetrina" - dedicata specificatamente al marketing ed alle vendite. Di fatto, uscì un solo volume, curato da Mario Bonetti e Gianluigi Lenti: "Immagine del punto vendita", nel 1975.
Nel 1975 la PAN modifica il nome della rivista "La Nuova Chimica" in "Tecnopolimeri e Resine".

### Gli ultimi anni e la chiusura
Nello stesso decennio principale di attività dell'azienda, soprattutto con una certa rinnovata frequenza ed insistenza negli ultimi anni, furono editi - sia inserendoli in maniera estemporanea all'interno delle collane, che al di fuori di esse, come scelte editoriali a sé stanti - romanzi e saggi monografici che puntassero ad un mercato più generalista. Fra questi,  la "Storia della Mafia" di Gaetano Falzone, del 1974,  "La Duse com'era" (1978), saggio su Eleonora Duse di Dora Setti e le "Lettere al 'Corriere' di Giuseppe Rotolo, del 1980, prefato da Arturo Colombo.
Venne inaugurata una collana d'arte, in formato maggiore. Per questa, "Taccuino di Roma" di Orfeo Tamburi era stato edito nel 1978.
Dalla seconda metà degli anni settanta, del resto, si erano aggiunte pubblicazioni svariate quali il "Dizionario delle idee comuni" di Virgilio Titone, un manuale di conversazione pubblicato nel 1976 in due volumi, il "Prontuario della lingua selvaggia" di Italo Zingarelli, un saggio sui neologismi e sul loro utilizzo spesso improprio, già pubblicato nel 1972 dalla Casa Editrice Ceschina di Milano e riproposto nel 1979 al numero 89 della collana.
Fra le ultime pubblicazioni dell'azienda milanese proprio un libro di Longo, "La cometa che torna" del 1982. Gli ultimi libro editi dalla Pan furono il "Premio Vann'antò. Almanacco 1982", un'antologia a cura di vari autori, e "Chi fu di scena. Attori e autori di ieri" di Gastone Geron, in vendita nel 1982 con il progressivo 127 della collana Il Timone a 4500 lire.
Successivamente al 1982 non risultano pubblicazioni monografiche da parte della PAN Editrice, e la stessa azienda cessa di esistere brevemente dopo. Curiosamente, mentre nel 1981 aveva cessato le pubblicazioni il bimestrale "Tecnopolimeri e resine" edito da PAN dall'ottobre del 1975, continua invece ad essere pubblicato a marchio PAN fino all'ottobre del 1984 il bimestrale di settore Textilia -  periodico già esistente, ma edito da PAN solo dal 1970 - prima di passare all'editore Sapil.
Nessuno dei libri a catalogo è mai stato riedito sul mercato. Esistono case editrici con simili denominazioni, senza però alcun nesso industriale con la Pan Edizioni.

## Collane principali
- Biblioteca di Vetrina (1975)
- Collana storica (1970-1980)
- Documenti per la storia (1974-1981)
- Il Timone (1971-1982)
- L'indicatore (1973-1980)
- Poeti Pan (1974-1978)

## Riviste
- "La Nuova Chimica", poi "Tecnopolimeri e Resine" (1968 - 1981)
- Textilia (1970 - 1982)

## Autori e curatori principali
- Antonio Altomonte
- Marino Ambri
- Riccardo Bauer
- Camillo Broggi
- Aristide Buffa
- Grazietta Butazzi
- Giorgio Campiglio
- Gherardo Casini
- Emilio Cavaterra
- Vincenzo Cecchini
- Fausto Coen
- Rinaldo De Benedetti
- Walter Della Monica
- Jacques Ferrier
- Bruno Fornari
- Secondino Freda
- Gastone Geron
- Guido Gerosa
- Luigi Giovenco
- Augusto Gotti Lega
- Gianemilio Ipsevich
- Glauco Licata
- Giorgio Lilli Latino
- Giosi Lippolis
- Giuseppe Longo
- Giuseppe Guido Loschiavo
- Aldo Lusignoli
- Carlo Maurizi
- Mario Medici
- Vincenzo Merolle
- Mario Missiroli
- Alfredo Oriani
- Gabriele Patrizio
- Luca Pietromarchi
- Giuseppe Prezzolini
- Bianca Pittoni
- Corrado Pizzinelli
- Antimo Negri
- Marzio Porzio
- Mario Quargnolo
- Gino Raya
- Eugenio Richter
- Ugo Ronfani
- Wolfango Rossani
- Antonio Salandra
- Achille Severini
- Michela Sironi Mariotti
- Pietro Sormani
- Alfonso Sterpellone
- Orfeo Tamburi
- Luciano Tas
- Tiziano Tessitori
- Virgilio Titone
- Salvatore Valitutti
- Eros Vicari
- Paolo Vita Finzi
- Luigi Volpicelli
- Enrico Zampetti